# Drawsko Pomorskie (gromada)
Drawsko Pomorskie (do 31 XII 1957 Dalewo) – dawna gromada, czyli najmniejsza jednostka podziału terytorialnego Polskiej Rzeczypospolitej Ludowej w latach 1954–1972.
Gromady, z gromadzkimi radami narodowymi (GRN) jako organami władzy najniższego stopnia na wsi, funkcjonowały od reformy reorganizującej administrację wiejską przeprowadzonej jesienią 1954 do momentu ich zniesienia z dniem 1 stycznia 1973, tym samym wypierając organizację gminną w latach 1954–1972.
Gromadę Drawsko Pomorskie z siedzibą GRN w mieście Drawsku Pomorskim (nie wchodzącym w jej skład) utworzono 1 stycznia 1958 w powiecie drawskim w woj. koszalińskim w związku z przeniesieniem siedziby GRN gromady Dalewo (wzmocnionej tego samego dnia o miejscowości Cianowo, Duszniki, Kręglin, Krzynno, Kumki, Olchowiec, Ustok, Zagozd i Zbrojewo ze zniesionej gromady Zajezierze w powiecie łobeskim w woj. szczecińskim) z Dalewa do Drawska Pomorskiego i zmianą nazwy jednostki na gromada Drawsko Pomorskie.
31 grudnia 1959 z gromady Drawsko Pomorskie wyłączono wieś Olchowiec, włączając ją do gromady Rydzewo w tymże powiecie.
31 grudnia 1961 do gromady Drawsko Pomorskie włączono obszar zniesionej gromady Mielenko Drawskie (oprócz osady Jaworze, byłych miejscowości Głębokie, Sicko, Poźrzadło, Poźrzadło-Dwór, Mielno Stargardzkie, Pełknica, Czartowo, Kienice, Radowo, Przęślica, Inica, Kosmowo, Włókno i Mirocin oraz części wsi Jankowo) oraz obszary gruntów PGR-ów Gajewo i Gajewko (łącznie 1713 ha), część obszaru gruntów PGR Gogółczyn (120 ha) i część obszaru gruntów PGR Zagórki w trzech kompleksach (łącznie 119 ha) z miasta Drawska Pomorskiego w tymże powiecie.
W 1965 roku gromadą zarządzało 22 członków gromadzkiej rady narodowej.
Gromada przetrwała do końca 1972 roku, czyli do kolejnej reformy gminnej. 1 stycznia 1973 w powiecie drawskim reaktywowano zniesioną w 1954 roku gminę Drawsko Pomorskie.